# ジョン・モンタギュー (初代ボートンのモンタギュー男爵)

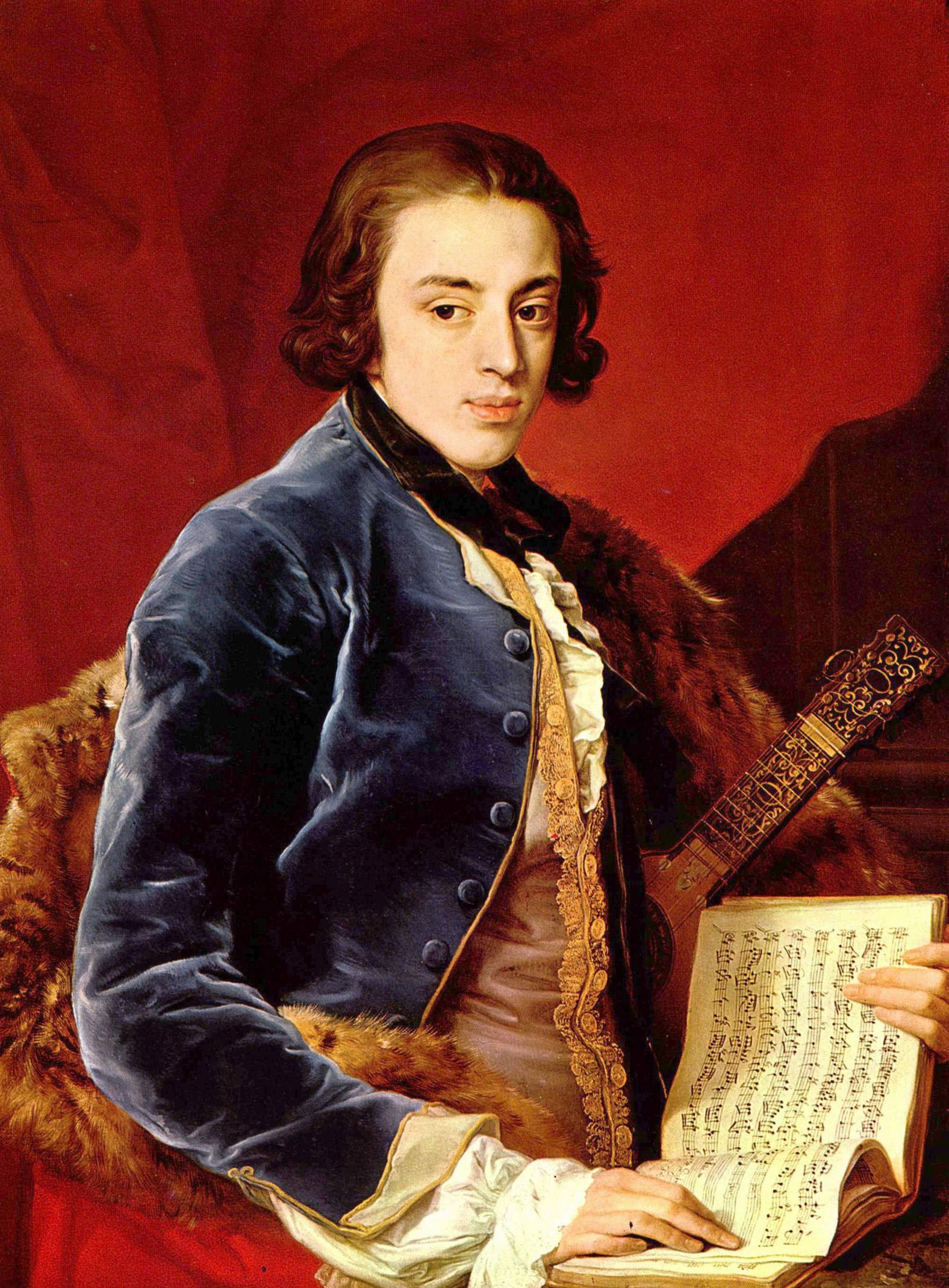
ポンペオ・バトーニによる肖像画、1760年ごろ。

モンザーマー侯爵および初代ボートンのモンタギュー男爵ジョン・モンタギュー（英語: John Montagu, Marquess of Monthermer, 1st Baron Montagu of Boughton、出生名ジョン・ブルーデネル（John Brudenell）、1735年3月18日 – 1770年4月11日）は、グレートブリテン王国の貴族、政治家。トーリー党に所属し、1761年から1762年まで庶民院議員を務めた。1735年から1762年までブルーデネル卿の儀礼称号を、1766年から1770年までモンザーマー侯爵の儀礼称号を使用した。

## 生涯
第4代カーディガン伯爵ジョージ・ブルーデネルとメアリー・モンタギュー（1711年頃 – 1775年5月1日、第2代モンタギュー公爵ジョン・モンタギューの娘）の息子として、1735年3月18日にメイフェアのアルベマール・ストリートで生まれた。1747年から1750年までイートン・カレッジで教育を受けた後、1752年にパリで進学、1754年から1756年までグランドツアーに出てフランス、オランダ、イタリアを旅した。1749年に母方の祖父が死去すると、父と同じく姓を母方の旧姓「モンタギュー」に改めた。
1761年イギリス総選挙で叔父にあたる第2代ブルース男爵トマス・ブルーデネルの後援を受けてマールバラ選挙区から出馬、無投票で当選した。翌1762年5月8日にグレートブリテン貴族であるノーサンプトンシャーにおけるボートンのモンタギュー男爵に叙され、庶民院を離れた。1766年に父がモンタギュー公爵に叙されると、「モンザーマー侯爵」の儀礼称号を使用するようになった。
1770年4月11日に生涯未婚のまま死去、23日にノーサンプトンシャーで埋葬された。後継者がおらず、爵位は廃絶したが、16年後の1786年に父が叙される形で再創設された。